# Фредеріка Єлизавета Саксен-Айзенаська
Фредеріка Єлизавета Саксен-Айзенаська (нім. Friederike Elisabeth von Sachsen-Eisenach, 5 травня 1669 — 12 листопада 1730) — принцеса Саксен-Айзенаська з Ернестинської лінії Веттінів, донька герцога Саксен-Айзенаху Йоганна Георга I та суверенної графині Сайн-Альтенкірхену Йоганетти, дружина герцога Саксен-Вайссенфельсу Йоганна Ґеорґа.

## Біографія
Народилась 12 листопада 1730 року в Альтенкірхені. Була сьомою дитиною та третьою донькою в родині герцога Саксен-Маркзулю Йоганна Ґеорґа та його дружини Йоганетти Сайн-Вітґенштайн. Мала старших сестер Елеонору Ердмуту та Луїзу, яка за півтора місяці пішла з життя, й братів Фрідріха Августа, Йоганна Ґеорґа та Йоганна Вільгельма. Ще один старший брат помер в ранньому віці до її народження, менший, народжений у 1672 році також прожив лише кілька місяців.
Батько до лютого 1671 року здійснював регентство у герцогстві Саксен-Айзенах, після чого став там повноправним правителем. Він помер, коли Фредеріці Єлизаветі було 17 років. Матір більше не одружувалася.
Новим правителем Саксен-Айзенаху став її брат Йоганн Ґеорґ. Першим чином, він здійснив спробу укріпити зв'язки між лініями Веттінів і в 1792 році видав заміж Елеонору Ердмуту за герцога Саксонії. Цей союз тривав лише два роки, був невдалим і бездітним. Зрештою, Йоганн Ґеорґавлаштував шлюб між Фредерікою Єлизаветою і герцогом Саксен-Вайссенфельсу.
7 січня 1698 року 28-річна принцеса стала дружиною 20-річного герцога Саксен-Вайссенфельсу Йоганна Ґеорґа. Вінчання відбулося в Єні. Резиденцією пари став палац Ной-Августусбурґ у Вайссенфельсі. У пари народилось шестеро дітей. 
У герцогстві Фредеріка Єлизавета сприяла пожвавленню соціальної політики. Вона працювала над введенням в дію наказу про милостиню у 1700 році, а в день свого народження 1710 року заснувала дитячий будинок у Ланґгендорфі, якому надалі продовжувала надавати матеріальну підтримку.
Оскільки жінка полюбляла садівництво у стилі бароко, Йоганн Ґеорґ подарував їй кілька об'єктів, належним чином оформлених, наприклад, Ермітаж між Вайсенфельсом та Ланґендорфом, садовий палац Кляйн-Фріденталь із просторою територією, зоопарк у мисливському будиночку Нойєнбурґ та сад у Лейслінґер Візі.
Ним же було замовлене для герцогині дороге будівництво річного порту у Вайссенфельсі у 1710 році. Організовувалися цілі круїзи по Заале флотилією із 15 кораблів.
У березні 1712 року, за два тижні після народження молодшої доньки, Йоганн Ґеорґ раптово помер. Правителем Саксен-Вайссенфельсу став його молодший брат Крістіан. Фредеріка Єлизавета отримала замок Дрібурґ у Лангензальці як удовину резиденцію. Перш ніж переїхати до нього у 1717 році, вона спочатку заклала королівський сад задоволень поруч із ним.
Мешкала в замку Дрібурґ до своєї смерті 12 листопада 1730 року. Була похована в олов'яному саркофазі у церкві палацу Ной-Ауґустусбурґ. Оскільки перед тривалим транспортуванням до Вайссенфельсу тіло мали забальзамувати, нутрощі були поховані окремо в урні в замковій церкві.
Оскільки герцог Крістіан та його спадкоємець Йоганн Адольф II не залишили нащадків, Саксен-Вайссенфельс у 1746 році було приєднано до Саксонії.

## Родина
Чоловік  — Йоганн Георг
Діти:
- Фредеріка (1701—1706) — прожила 4 роки;

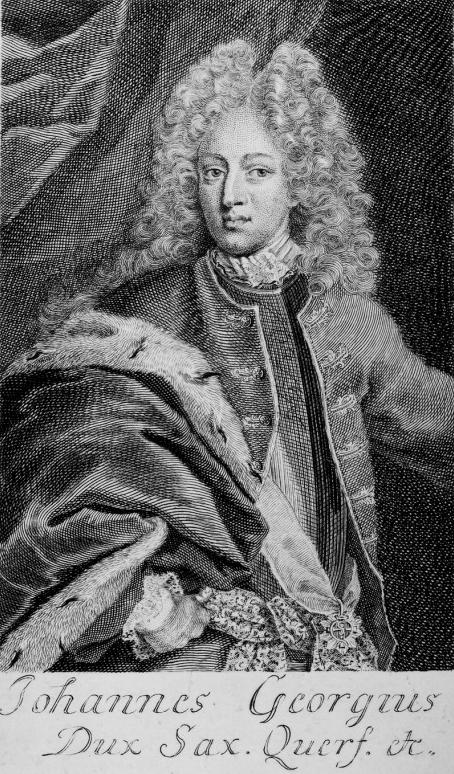
Йоганн Георг на гравюрі Мартіна Бернігерота

- Йоганн Георг (1702—1703) — прожив 4 місяці;
- Йоганетта Вільгельміна (31 травня—9 липня 1704) — прожила місяць;
- Йоганетта Амалія (1705—1706) — прожила 5 місяців;
- Йоганна Магдалена (1708—1760) — дружина герцога Курляндії та Семигалії Фердинанда Кеттлера, дітей не мала;
- Фредеріка Амалія (1712—1714) — прожила 2 роки.